# 1248
1248 је била преступна година.

## Догађаји
- Википедија:Непознат датум — Француски краљ Луј IX нападом на Египат започиње Седми крсташки рат

- 12. август – Краљ Луј IX Свети напушта Париз заједно са својом супругом, краљицом Маргаретом од Провансе, и њеном сестром Беатрисом од Провансе. Присутна су и два Лујева брата, Шарл Анжујски и Роберт од Артоа. Прате га његови рођаци, Иго IV од Бургундије и Петер Моклер, обојица ветерани Баронског крсташког рата.
- 25. август – Краљ Луј IX полази из Ег-Морта и Марсеја са француским експедиционим снагама (око 10.000 људи) које је превозило 100 бродова. Енглески одред (око 5.000 људи) под командом Вилијама Лонгеспеа (Млађег), унука краља Хенрија III, и његове љубавнице Иде де Тосни прате га одмах иза са 36 транспортних бродова.
- 17. септембар – Луј IX стиже у Лимасол на острву Кипар. Окупља своје снаге и краљ Хенри I (Дебели) га добро дочекује. Крсташе допуњују племићи из Акре, укључујући велике мајсторе Жана де Ронеја и Гијома де Сонака. Луј припрема план кампање, са Египтом као главним циљем.
- Децембар – Луј IX прима амбасаду током свог боравка на Кипру од монголског генерала Елџигидеија, који је вицекраљ у Персији. Доносе писмо од Гујук-кана (који је умро док су његови изасланици стигли на Кипар) без захтева за покорност, али говорећи о монголском фаворизовању хришћанства и предлогу заједничке инвазије против ајубидских снага у Сирији.
- 18. фебруар – Битка код Парме: Царске снаге (око 6.000 људи) под командом цара Фридриха II поражене су од стране Ломбардијске лиге код Парме. Велики део Фридриховог блага је изгубљен док је ловио у долини Таро.
- 23. новембар – Опсада Севиље: Кастиљске снаге под командом краља Фердинанда III поново освајају град Севиљу од Алмохада, након 16-месечне опсаде. Принц Алфонсо од Кастиље осваја град Аликанте.
- 24–25. новембар – Усред ноћи маса на северној страни Мон Гранијеа изненада се урушава, у једном од највећих историјских падова стена.
- Децембар – Вилијам од Вилардуена, латински владар Кнежевине Ахаје, осваја Монемвасију – последње преостало византијско упориште на Пелопонезу.
- Децембар – Фердинанд III издаје едикт о протеривању Алмохада из Севиље. Многи муслимани плове у Северну Африку, а други путују у Гранаду у Ал-Андалузу.
- 25. август – Холандски град Омен добија градска права и права на утврђивање од Ота III, надбискупа Утрехта, након што је град опљачкао локални барон разбојник.
- 15. август – Надбискуп Конрад фон Хохстаден поставља камен темељац Келнске катедрале, након што је старија катедрала спаљена 30. априла.
- Папа Иноћентије IV даје Словеним јужне Далмације дозволу да користе свој језик и писмо у литургији римског обреда.

## Смрти
- 4. јануар - Санчо II од Португалије, краљ Португалије